# رئا، لمباردی
رئا (به ایتالیایی: Rea) یک کومونه در ایتالیا است که در استان پاویا واقع شده‌است. رئا ۳٫۰ کیلومتر مربع مساحت و ۴۶۲ نفر جمعیت دارد و ۶۳ متر بالاتر از سطح دریا واقع شده‌است.